# Pôle-nature du Port des salines
Le pôle-nature du Port des Salines est un espace consacré aux techniques de production artisanales du sel de mer. Aménagé à Grand-Village-Plage, dans la partie méridionale de l'île d'Oléron, il s'articule autour d'un marais salant reconstitué, d'un sentier d'interprétation et d'un écomusée. L'ensemble a obtenu le label Tourisme et Handicap en novembre 2009. Il est un des quatorze pôles-nature de Charente-Maritime. 

## Historique

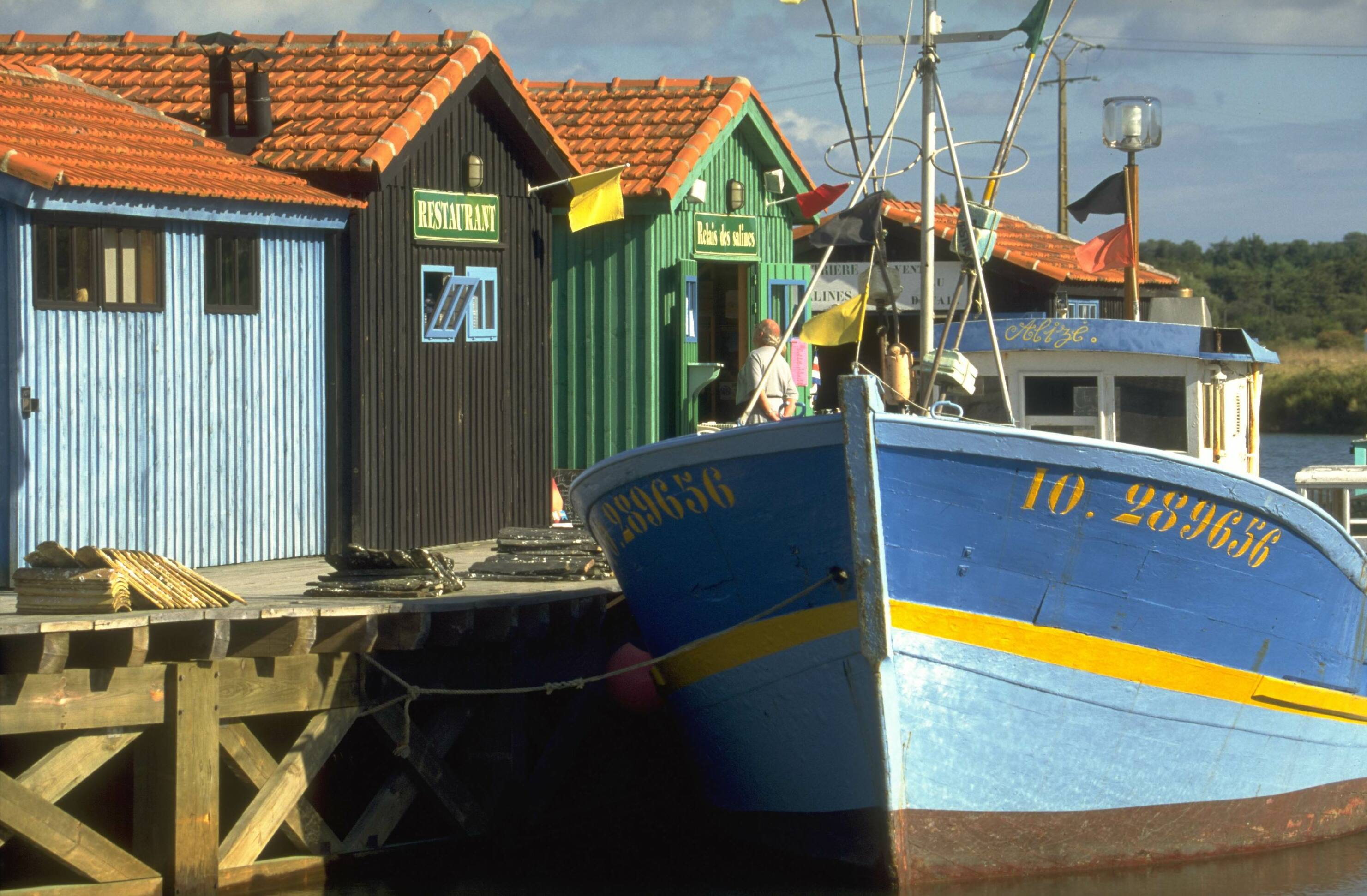
Des cabanes traditionnelles accueillent écomusée, boutiques et restaurant

L'exploitation du sel de mer fut longtemps une activité de premier ordre sur l'île d'Oléron, comme sur les autres îles charentaises et dans les régions de Brouage, de Marennes et d'Arvert. Utilisé pendant des siècles pour la conservation des aliments, il était exporté dans toute l'Europe. La concurrence du sel de mine, moins cher à produire, mais aussi des salines portugaises, oblige les sauniers à se reconvertir : aux XIXe et XXe siècles, la totalité des marais salants oléronais sont transformés en parc à huîtres. Désireux de redonner ses lettres de noblesse à une activité ancestrale, le conseil général, associé à la municipalité de Grand-Village, décide de réaménager une partie des marais de Petit-Village (au sud du chenal du Nicot) et de créer de toutes pièces un marais salant.
Le projet est mis en route en 1989. Dès l'année suivante, les travaux de réhabilitation et d'aménagement des marais commencent. Ils se poursuivent plusieurs années durant, jusqu'en 1994, année de l'inauguration du Port des Salines. Deux ans plus tard, le complexe est enrichi d'un sentier d'interprétation en trois langues (français, anglais, allemand). Victime d'un incendie en 1999, il est patiemment restauré au cours des mois qui suivent, et sa gestion est confiée à la communauté de communes de l'Île-d'Oléron en 2006. Bordant un ponton de bois, une série de cabanes traditionnelles aux couleurs vives abritent l'écomusée, des boutiques et un restaurant.

## Le marais salant
Le pôle-nature s'organise tout naturellement autour du marais salant, dont la production, récoltée artisanalement, reste néanmoins confidentielle. Des chenaux aménagés dans les palus environnant peuvent être parcourus en barque sur près de 1,7 kilomètre, permettant de mieux comprendre l'écosystème de ces espaces littoraux méconnus. 

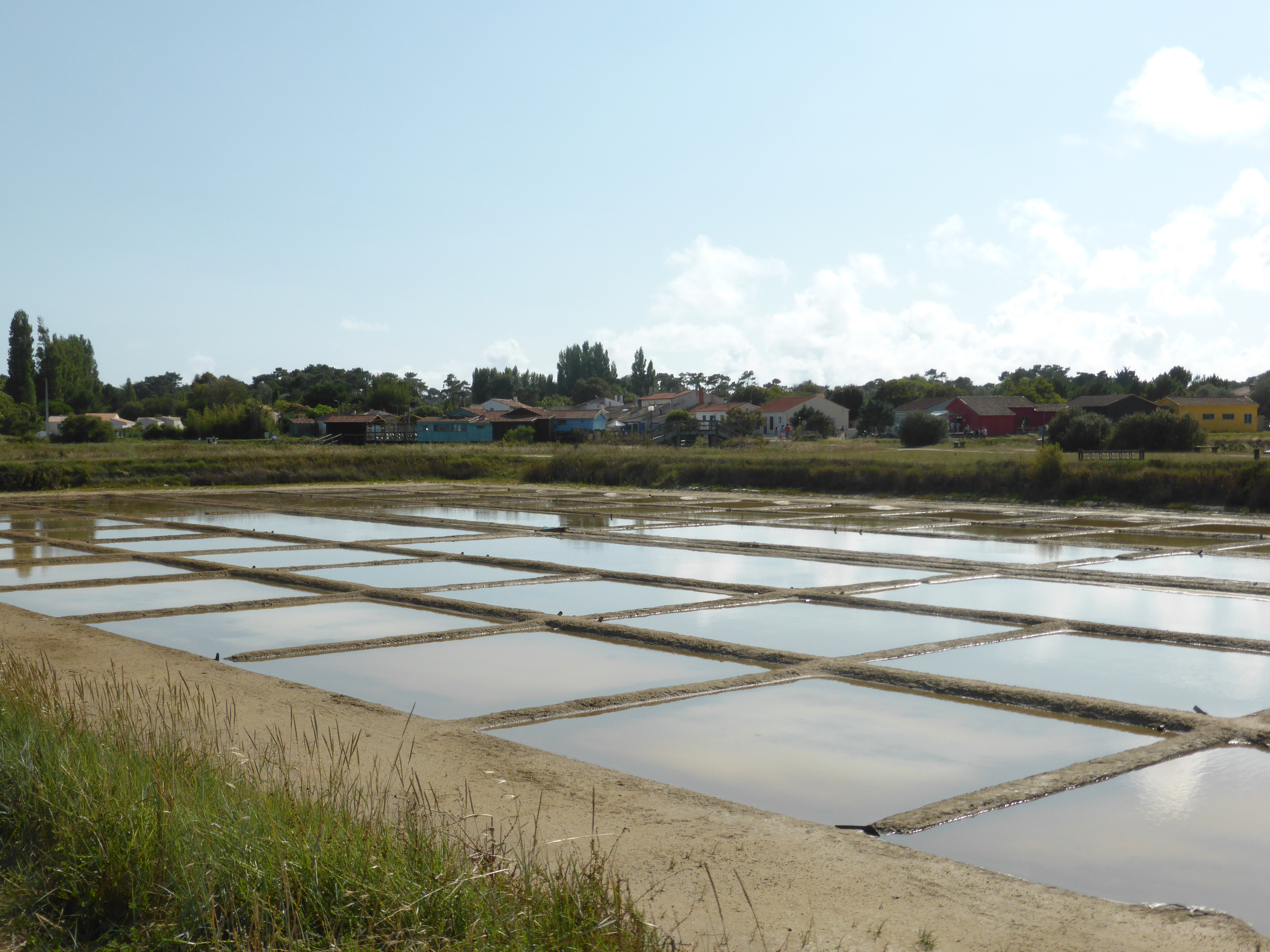
Marais salant de Grand Village
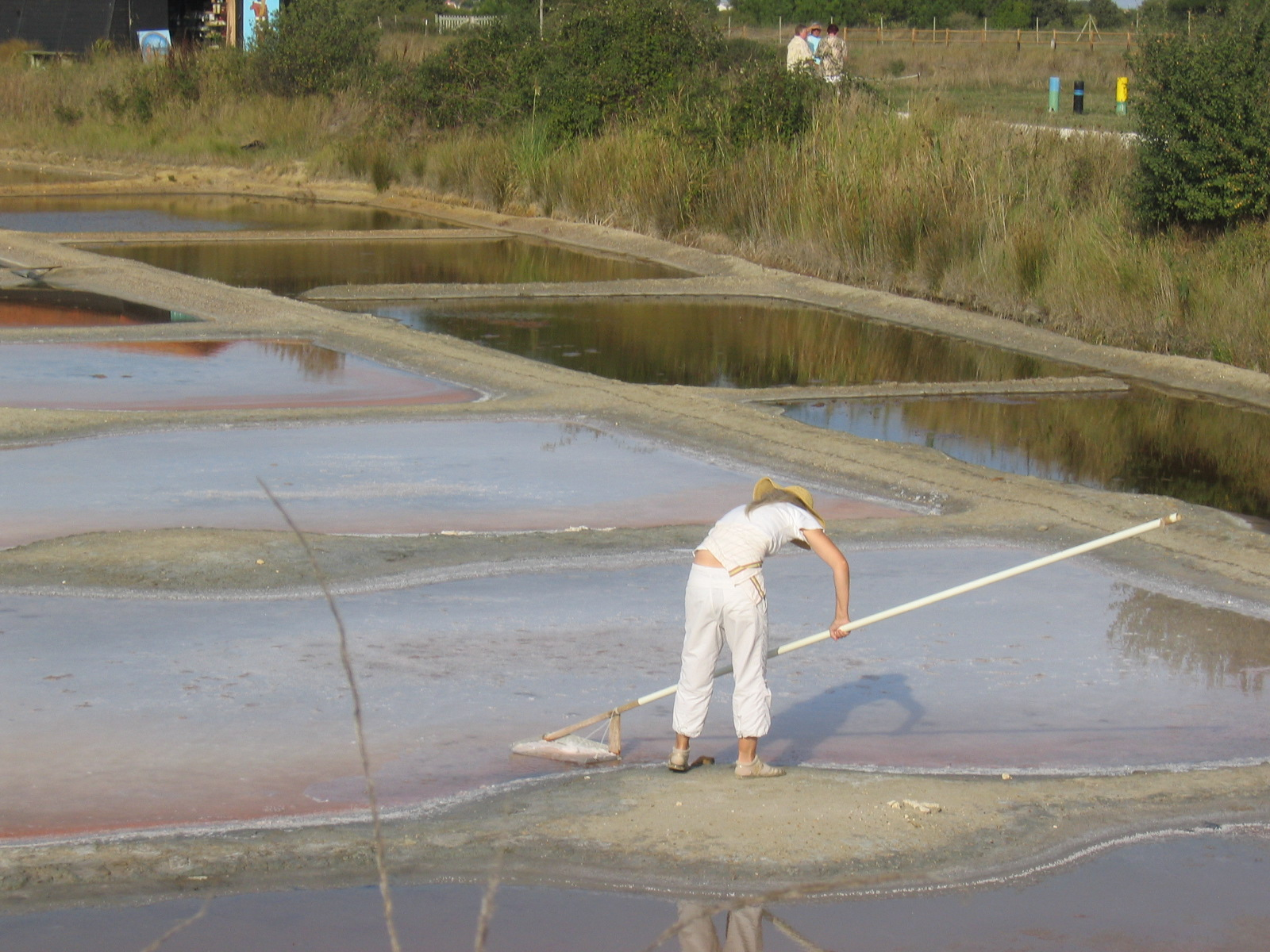
Saunier en récolte de sel
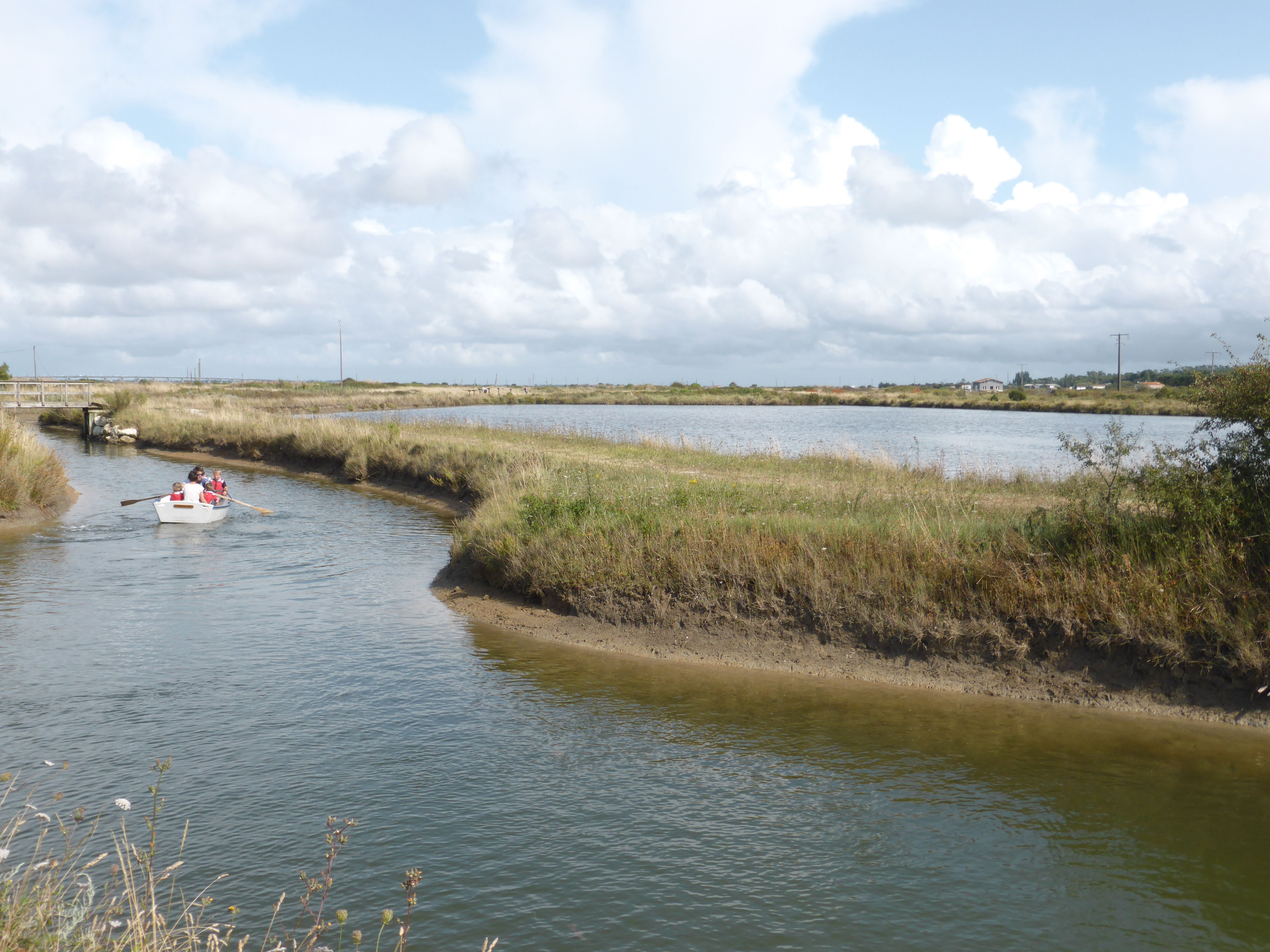
Circuit en barque
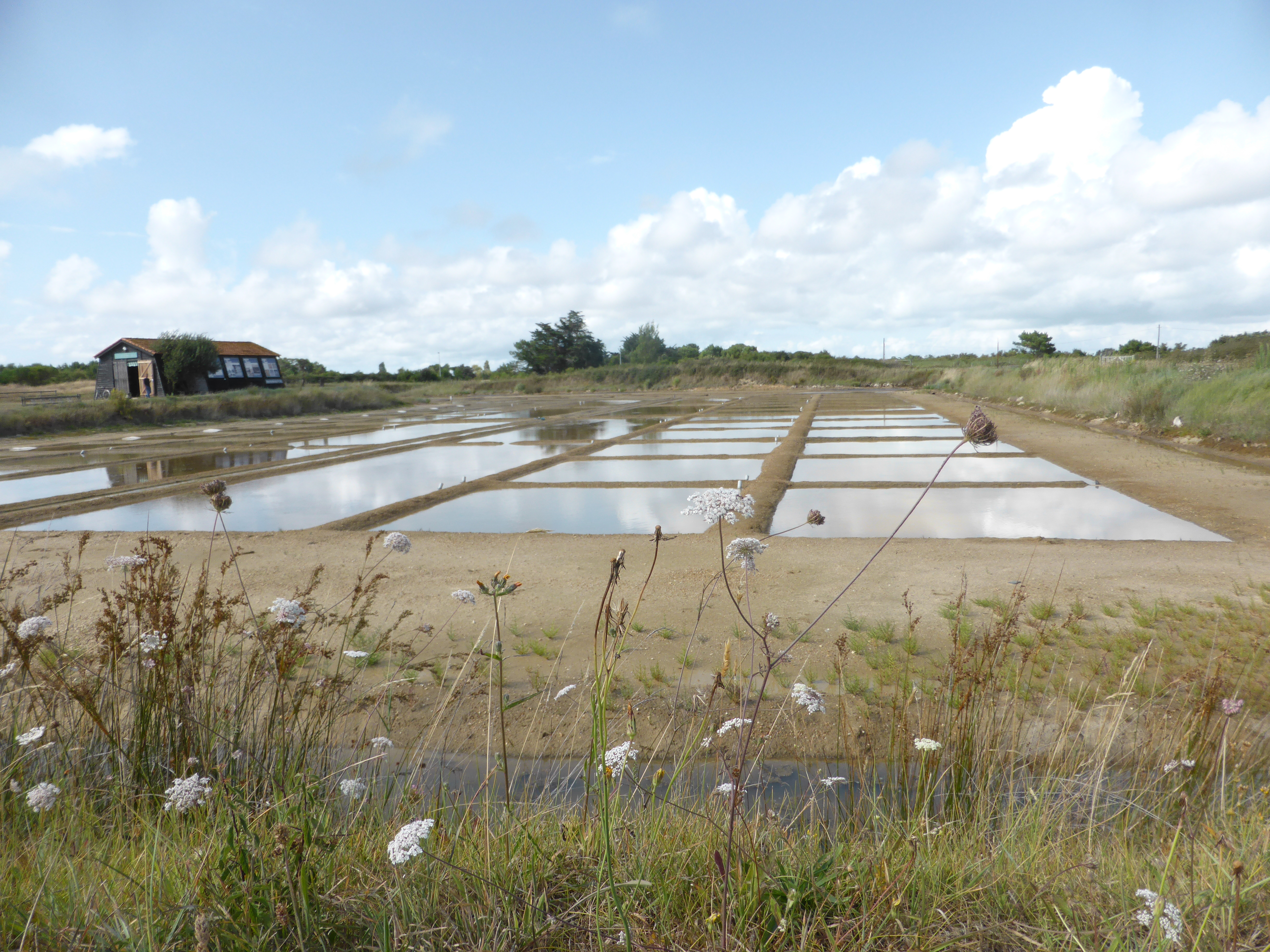
Saline et grenier à sel
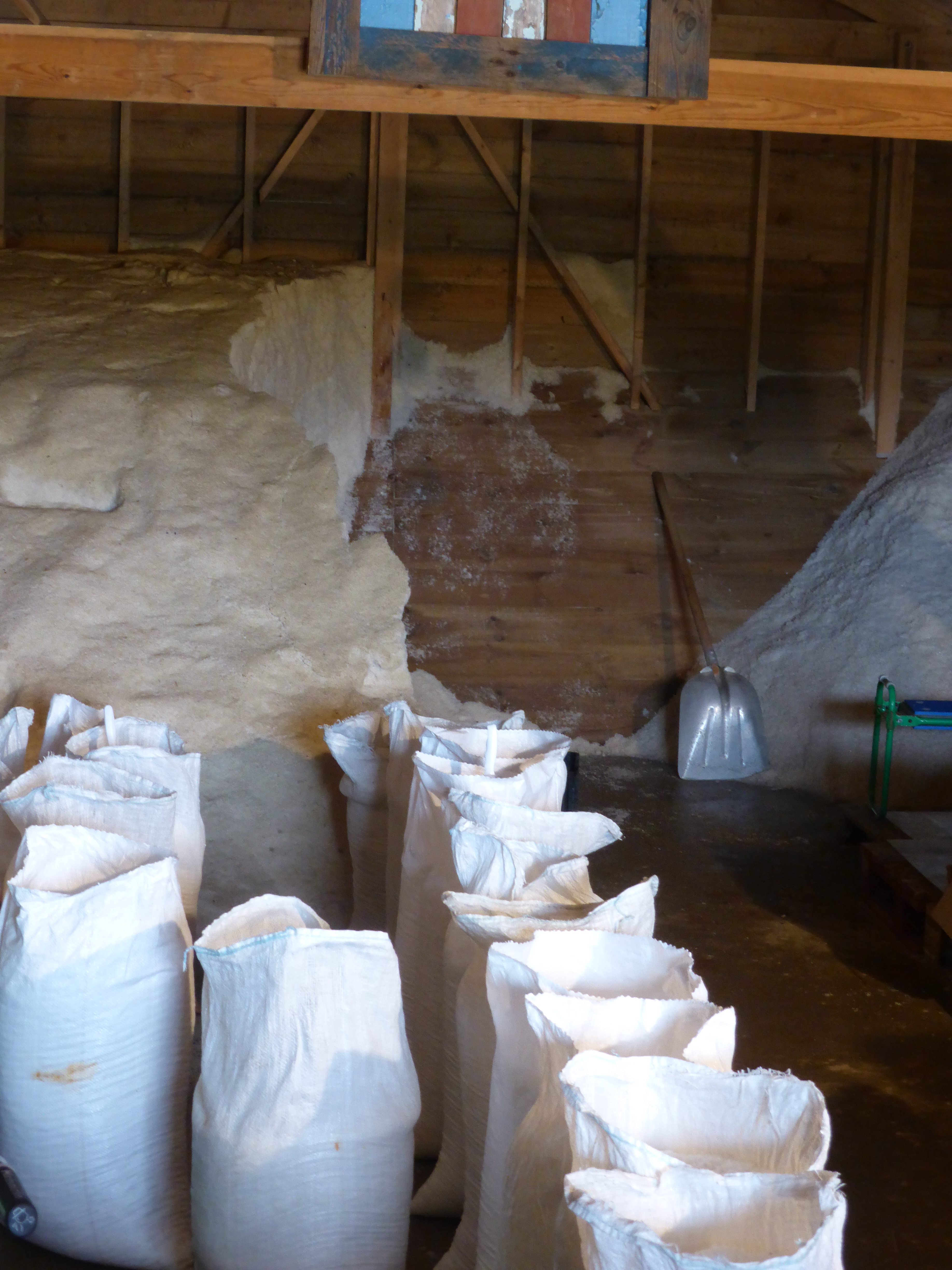
Grenier à sel

## L'écomusée
L'écomusée du Port des Salines présente les différentes facettes du métier de saunier, à travers des panneaux explicatifs, des photographies et des maquettes. Les techniques de production (évaporation et ventilation naturelle par les vents marins) y sont expliquées en termes simples et accessibles. On y apprend notamment la manière d'introduire l'eau de mer dans des chenaux,ruissons et jas, puis, une fois qu'elle est suffisamment décantée, dans des petits canaux appelés cois, avant de passer dans des métièresoù elle poursuit son évolution. Des outils traditionnels sont également exposés.
Des animations sont organisées régulièrement au Port des Salines, spécialement en saison (expositions temporaires, marchés artisanaux, feu d'artifice du 14 juillet...).

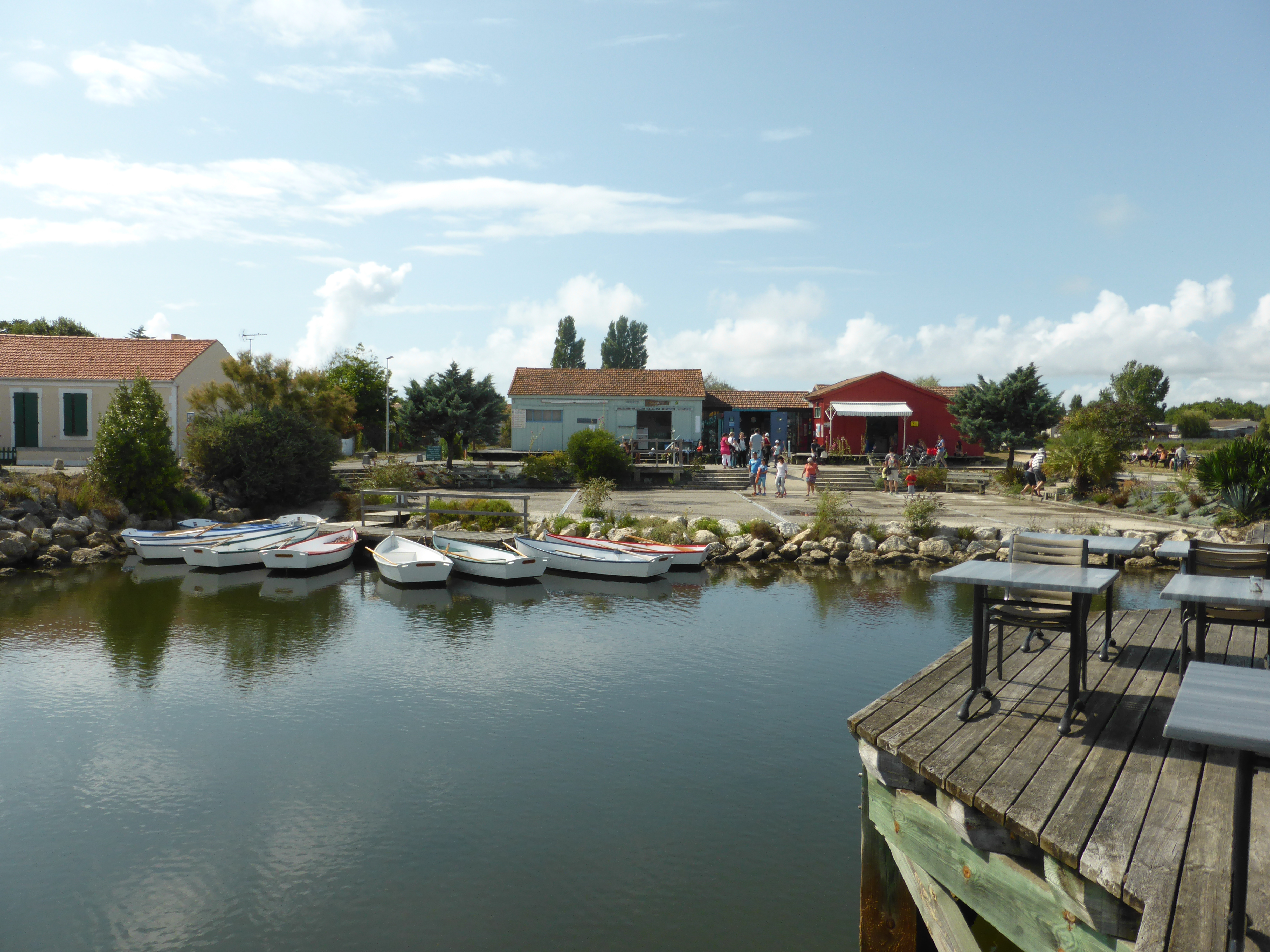
Ecomusée
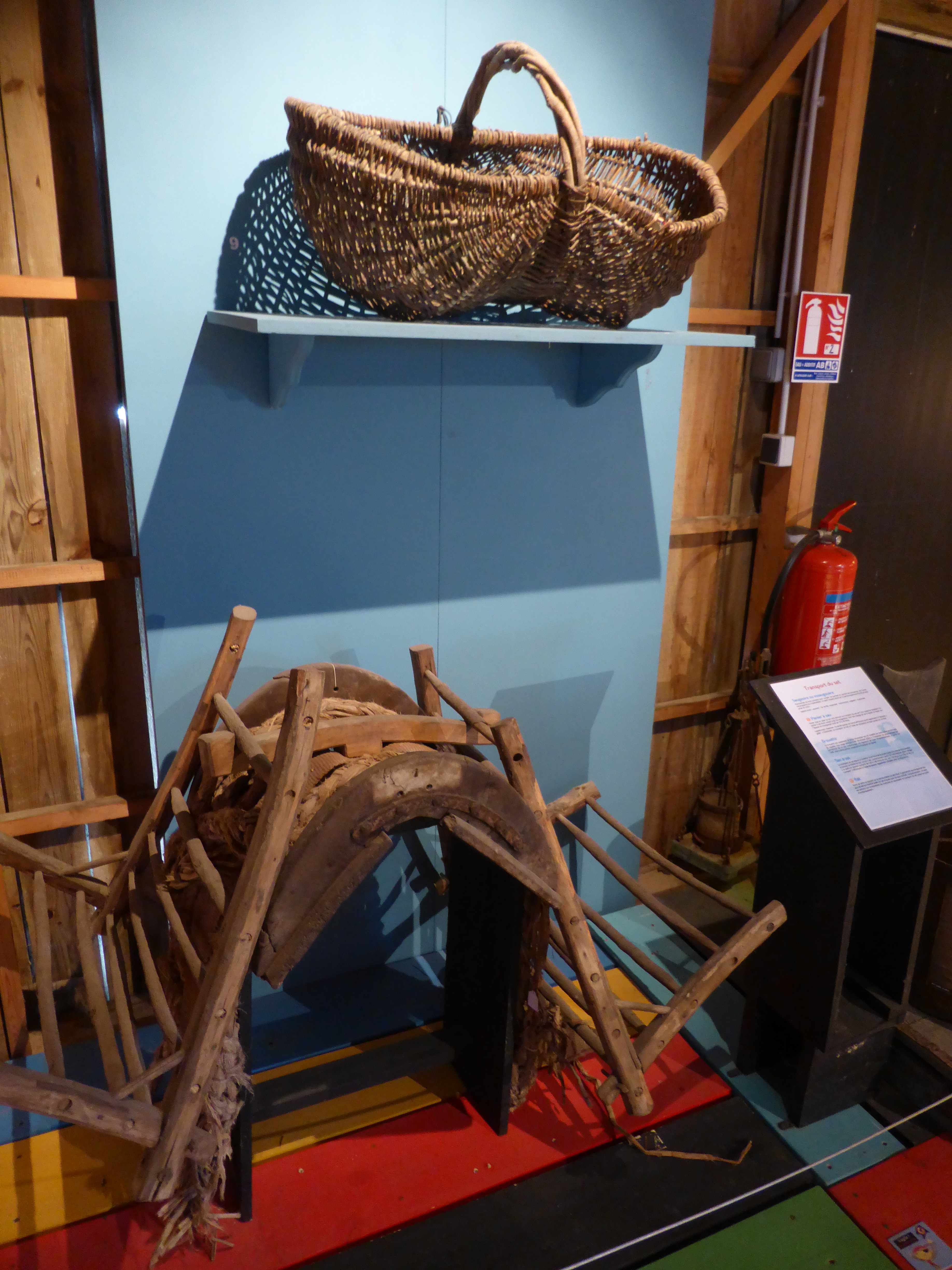
Panier de sauniers
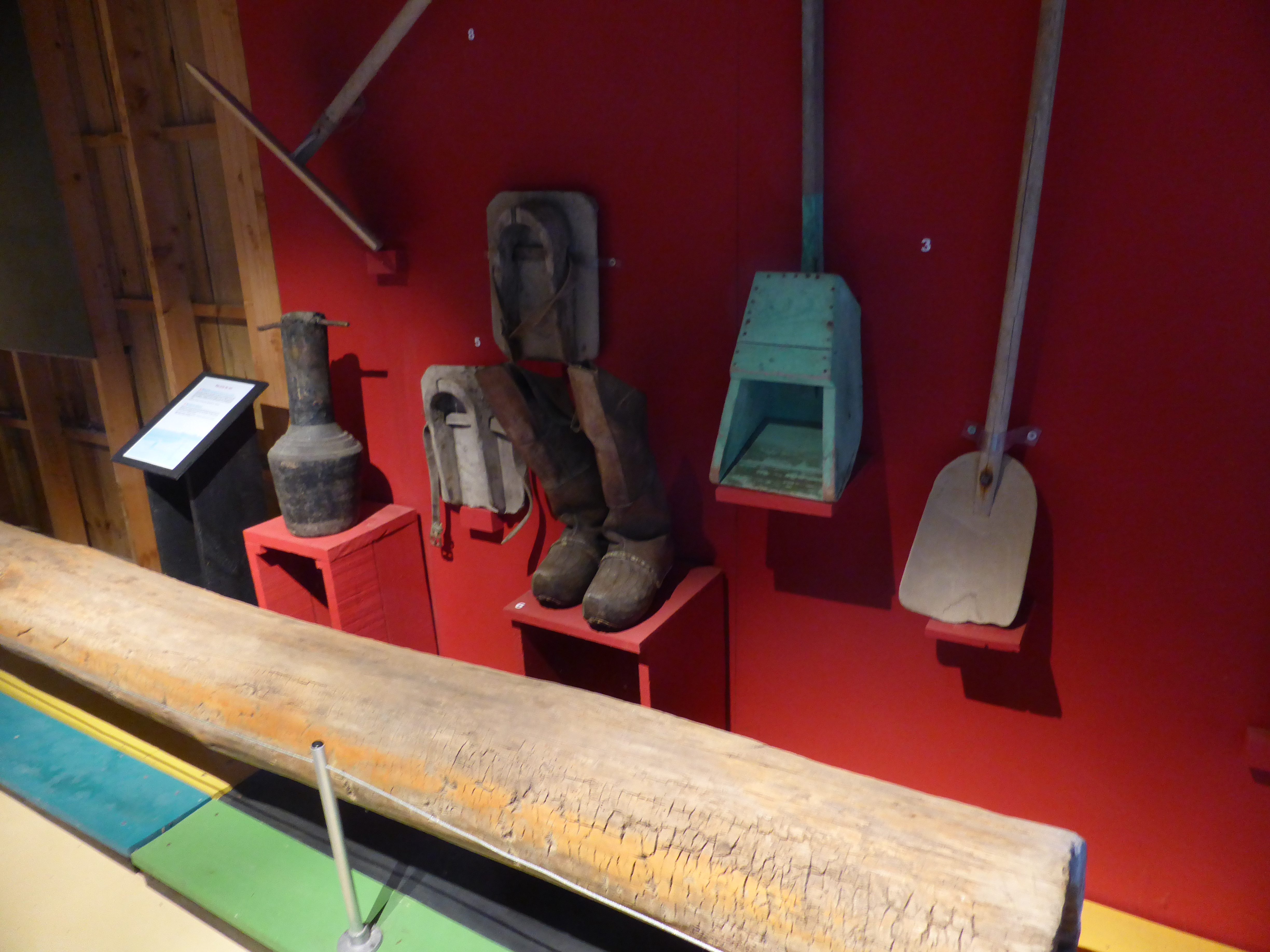
Outils de sauniers